# ستيفن جونز (مجدف)
ستيفن جونز (بالإنجليزية: Stephen Jones)‏ هو مجدف نيوزيلندي، ولد في 29 أبريل 1993 في ويلينغتون في نيوزيلندا.

## وصلات خارجية
- ستيفن جونز على موقع الاتحاد الدولي للتجديف (الإنجليزية)
- ستيفن جونز على موقع اللجنة الأولمبية الدولية (الإنجليزية)
- ستيفن جونز على موقع أوليمبيديا (الإنجليزية)
- ستيفن جونز على موقع اللجنة الأولمبية النيوزيلندية (الإنجليزية)